# Roberto Edgardo Labandera Ganachipi
Roberto Edgardo Labandera Ganachipi (Sarandí Grande, Uruguai, 1 de novembre de 1954) és un polític i diputat català d'origen uruguaià. Ha estat diputat del Parlament de Catalunya, en representació del PSC de la VI a la IX legislatures.

## Biografia
Ha treballat com a mestre d'adults a l'ajuntament de Vilafranca del Penedès, com a director del Centre Municipal Francesc Layret (1986-1991) i com a cap de Serveis de Promoció Econòmica i Treball (1991-1999). Va dirigir diversos programes de cooperació entre ciutats de la Unió Europea, d'Europa central i del Nord de l'Àfrica (1988-1999), en col·laboració amb la Federació de Municipis de Catalunya en programes d'assessorament i de formació de tècnics. Va formar part de l'equip directiu de la Fundació Activa pel desenvolupament de la ciutat d'Enschede, a la província d'Overijssel als Països Baixos (1995-1998). Va treballar a Madrid com a assessor de la Direcció General de l'Inem per al Programa d'Escoles Taller i Cases d'Oficis (1995-1996) i va ser consultor de la DGXVI de la Comissió Europea en matèria de desenvolupament local i patrimoni cultural. Entre 1996 i 1998 va coordinar, al Paraguai, el programa de formació de tècnics municipals per al desenvolupament comunitari «Oñondive Jajapota» i va ser president de Proyecto Local (1999-2001). És membre fundador d'International Network of Productive Schools (INEPS), membre de l'ONG NICCA de Vilafranca del Penedès i fundador i coordinador del Moviment d'Agents de Desenvolupament Local Sense Fronteres a Catalunya.
El 1991 s'afilià al Partit dels Socialistes de Catalunya (PSC-PSOE), n'ha estat primer secretari a Vilafranca del Penedès (1993-2000), conseller nacional (1996-2004), secretari de la Federació Alt Penedès-Garraf des del 2000 i diputat a les eleccions al Parlament de Catalunya de 1999, 2003 i 2006.
És seguidor de la política del president José Luis Rodríguez Zapatero, i ha realitzat nombrosos viatges al seu país de naixement, a fi de consolidar els vincles entre l'Uruguai i Espanya, principalment amb la Comunitat Autònoma de Catalunya.
Ha impulsat alguns projectes orientats a la protecció ambiental i ha format part del Pla Estratègic II de Barcelona en matèria d'economia.